# 4469 Utting
4469 Utting este un asteroid din centura principală, descoperit pe 1 august 1978 de Perth Obs..